# Свекруха
Свекру́ха (також діал. свекрухна, свекрухня) — термін свояцтва, мати чоловіка, жінка стосовно до дружини сина, дружина свекра.

## Назва
Українське «свекруха» походить від прасл. *svekry (род. відм. *svekrъve), яке вважають спорідненим з дав.-інд. c̨vac̨rū́s, лат. socrūs, давн.в-нім. swigur, грец. ἑκυρά. Спільним джерелом вважається пра-і.є. *sweḱrúH (*svekrū́s), утворене від кореня *sve («свій»). У праслов'янській і давньоруській мовах слово *svekry, свекры належало до давнього типу відмінювання на основу *-ū і змінювалося за відмінками аналогічно словам цьркы, любы, хорѫгы та деяким іншим, зокрема й іншому терміну свояцтва ѩтры («невістка», «ятрівка»). У непрямих відмінках і множині ці слова мали суфікс-нарощення *-ъv-, надалі під впливом цих форм змінилася і форма називного (укр. церква, любов, хоругва, рос. церковь, любовь, хоругвь). Для слова «свекруха» деякі слов'янські мови зберегли давню форму знахідного відмінка у сенсі називного (біл. свякроў, рос. свекровь), для української форми очевидний вплив слів із закінченнями -ха (ковалиха, шевчиха, купчиха). Поширене тлумачення цього індоєвропейського терміна свояцтва як похідного від сучасного кров, як і від рос. кров («притулок», «домівка») є типовими прикладами народної етимології.

## У традиційній культурі
Згідно з традиціями патріархального суспільства після одруження молода переселялася в дім чоловіка (за винятком рідкісних випадків, коли чоловіка брали в родину дружини приймаком) і підпадала під владу його батьків. Це було пов'язано для неї з певними труднощами, тому казали: «Навчай мене, моя мати, як свекрусі догоджати», «Свекрусі невістка не вгодила, бо свекруха невістку не злюбила». Свекруху наділяли різними негативними характеристиками: «Свекруха — то в'їдлива муха», «У лихої свекрухи і ззаду очі». Коли життя у свекрухи порівнювали з життям у рідних батьків, то не на користь першому: «Рідна мати і б'є, та не болить, а свекруха словами б'є гірше, ніж кулаками», «Як була я у батенька, то була чубатенька, а як стала у свекрухи, то й мій чуб об'їли мухи».

## У літературі
|  | Старша невістка, уносячи її [паску] в хату, йде і землі від радощів під собою не чує, бо бачить, що як уздріла її свекруха, так і видно, що радесенька, і не грима на неї, і хоче б то всміхнутись, та здержується, щоб невістка не закопилила губи, що вже вона все зна. От свекруха, огледівши це кругом, бачить, що нічого притьмом сказати, та усе-таки, звісно, як свекруха, зирнула на старого, що лежав на полу, спочивав після трудів, та й каже: «Як я була ще дівкою та жила у дядини, то було як спечу паску, так отака!» Та й приміря рукою в аршин заввишки... ...Звісно, що мати їми [дочками] не так орудує, як невістками. На невістку скаже: «А внеси, доню, дрівець; а затопи, доню, піч; а перестав сюди, доню, жлукто…», та усе доню, та усе з ласкою. А на дочку так усе гримаючи: «Чи довго тобі казати, щоб ти достала оттам борщ та пополудновала; чи ти, дурна, знаєш, що як ти поснідала, то й досі нічого не їла? — Г. Ф. Квітка-Основ’яненко «От тобі й скарб» |